# تپه‌لری (روانسر)
تپه‌لری (روانسر)، روستایی از توابع بخش مرکزی شهرستان روانسر در استان کرمانشاه ایران است.

## جمعیت
این روستا در دهستان حسن‌آباد قرار دارد و براساس سرشماری مرکز آمار ایران در سال ۱۳۸۵، جمعیت آن ۲۷۲ نفر (۵۷خانوار) بوده‌است.